# 121103 Ericneilsen
121103 Ericneilsen este un asteroid din centura principală de asteroizi.

## Descriere
121103 Ericneilsen este un asteroid din centura principală de asteroizi. A fost descoperit pe 20 martie 1999 la Apache Point Observatory în cadrul programului Sloan Digital Sky Survey. Asteroidul prezintă o orbită caracterizată de o semiaxă mare de 2,79 ua, o excentricitate de 0,18 și o înclinație de 18,3° în raport cu ecliptica.